# Visznek
Visznek è un comune dell'Ungheria di 1.236 abitanti (dati 2001). È situato nella contea di Heves.